# Ringshall
Ringshall est un village et une paroisse civile du Suffolk, en Angleterre.